# Кларк, Уэсли
Уэ́сли Кэнн Кларк (англ. Wesley Kanne Clark; род. 23 декабря 1944) — американский политический, государственный и военный деятель. Генерал армии США в отставке. Выпускник военной академии Вест-Пойнт.
Получил престижную стипендию Родса на обучение в Оксфордском университете, в котором получил магистра по философии, политике и экономике. Позже окончил Командно-штабной колледж Армии США, получив магистерскую степень в военном деле. Прослужил 34 года в рядах армии США и Министерстве обороны, получив множество военных наград, почётных титулов и Президентскую медаль Свободы.
Кларк командовал силами НАТО в Республике Косово, возглавляя Высший штаб союзных государств Европы (Supreme Headquarters Allied Powers Europe / SHAPE) с 1997 по 2000 год. Кларк иногда имел натянутые отношения с министром обороны Уильямом Коэном и главой Объединённого комитета начальников штабов США генералом Хью Шелтоном. Они повлияли на отставку генерала Кларка, хотя было заявлено, что Кларк ушёл на пенсию в ходе обычных перестановок в командовании.
Кларк участвовал в 2004 году в выборах на пост главы Демократической партии США, однако вышел из борьбы в пользу Джона Керри. Кларк возглавляет политический комитет «WesPAC: Securing America», сформированный после праймериз. Комитет поддерживал кандидатов от Демократической партии на выборах в Палату представителей США. Кларк рассматривался в качестве возможного кандидата от Демократической партии на выборах 2008 года, но 15 сентября 2007 поддержал кандидата Хиллари Клинтон. С июля 2012 по ноябрь 2015 он являлся специальным почетным советником премьер-министра Румынии Виктора Понты по вопросам безопасности и экономики. Является автором книг «Winning modern wars» и «Waging Modern War».

## Биография
Прадед Кларка был еврейским переселенцем из Белоруссии, иммигрировавший в конце XIX века в США из-за ограничений черты оседлости и погромов 1880-х годов. Отец Кларка, Бенджамин Дж. Кэнн, выпускник Правового колледжа Чикаго-Кент, и во время Первой мировой войны служил прапорщиком в резервных частях ВМС США и ни разу не принимал участие в боях. Живя в Чикаго, Бенджамин Дж. Кэнн увлёкся политикой и занимал различные посты в местной администрации. В 1932 он стал делегатом на Национальном съезде Демократической партии, выдвинувшим Франклина Рузвельта кандидатом на президентский пост. Кэнн относится к коэнам. Сын Уэсли Кларка назвал брак его деда-еврея и бабушки-методистки «настолько мультикультурным, насколько он только мог быть в 1944 году».
Кларк родился в Чикаго 23 декабря 1944 года. Его отец скончался 6 декабря 1948 года, и мать Уэсли была вынуждена переехать в Арканзас. Переезд на новое место был продиктован дороговизной жизни в Чикаго и неприятием семейством Кэнн матери, исповедовавшей иную веру. В Литл-Роке она вышла замуж за Виктора Кларка, с которым познакомилась, работая секретарём в банке. Виктор Кларк воспитывал Уэсли как своего собственного сына и усыновил его, когда Уэсли исполнилось 16 лет. Мать Уэсли воспитывала своего сына, скрывая еврейское происхождение, чтобы защитить его от антисемитских актов Ку-клукс-клана. Уэсли Кларк посещал баптистскую церковь на протяжении детства.
Кларк окончил муниципальную школу, получив национальную стипендию за академические успехи. Он помог школьной команде по плаванью выиграть соревнования штата. Кларк решает поступить в военную академию Армии США в Вест-Пойнт, несмотря на то, что он носил очки. Уэсли Кларк подал документы и 24 апреля 1962 года он получил письмо о своём поступлении.

### Военная карьера
По словам Уэсли Кларка, речь Дугласа Макартура «Долг, честь, страна», произнесённая в Вест-Пойнте, оказала влияние на формирование Кларка как военного. Он отличался на занятиях и дебатах, получив знак «Отличный кадет» и диплом выпускника Вест-Пойнта. После своего выпуска Кларк выбрал карьеру в вооруженных силах. Свою будущую жену, Гертруду Кингстон, Кларк встретил на танцах, организованных USO.
После получения стипендии Родса Кларк провёл всё лето в десантной школе армии США в Форте-Беннинг, штат Джорджия. В Магдален-колледже Оксфордского университета Кларк получил магистерскую степень по философии, политологии и экономике в августе 1968 года. Когда он учился в Оксфорде, ему позвонил еврейский кузен и сообщил, с предварительным одобрением матери Кларка, о еврейском происхождении Уэсли. После получения степени Кларк провёл три месяца в Форт-Ноксе, штат Кентукки, проходя основной офицерский курс. Затем он продолжил обучение в школе рейнджеров в Форт-Беннинге. Кларк получил звание капитана и был приписан к 82-й воздушно-десантной дивизии, расквартированной в Форте Райли, штат Канзас.

#### Вьетнам

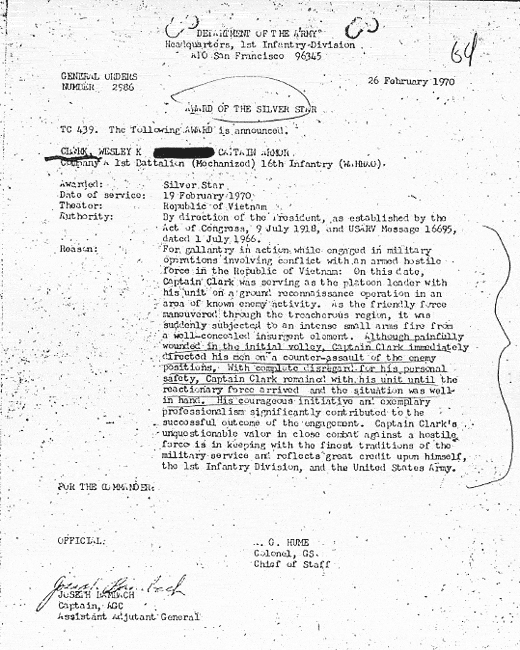
Наградной лист на Серебряную звезду от 26 февраля 1970 года

Кларк был приписан к 1-й пехотной дивизии и прилетел во Вьетнам 21 мая 1969 года во время Вьетнамской войны. Он служил в качестве штабного офицера, собирая данные и помогая планировать операции, за что и получил Бронзовую звезду. В дальнейшем Кларк получил в своё командование подразделение 1-го батальона 16-го пехотного полка 1-й пехотной дивизии. В феврале 1970 года Кларк был ранен северовьетнамским солдатом, получив 4 пули, но продолжил отдавать приказы своим солдатам, перешедшим в контратаку. Кларк был отправлен в армейский госпиталь Уэлли-Фордж в Фениксвилле, штат Пенсильвания. За проявленную стойкость Уэсли Кларк был награждён Серебряной звездой.
Кларк перешёл в католицизм, религию своей жены Гертруды, ещё во Вьетнаме. Впервые он увидел своего сына, Уэсли Кларка-младшего, в военном госпитале. Поправившись, Кларк командовал ротой в 6-м батальоне 32-го танкового полка, 194-й танковой бригады в Форт-Ноксе, которая полностью состояла из перенесших ранения солдат. Служба в данной бригаде убедила его продолжить карьеру военного. В 1971 году Кларк поступает и заканчивает на высшие офицерские курсы в Форт-Ноксе, и в том же он получает назначение в Генштаб Армии США в Вашингтоне, где с мая по июль 1971 года Кларк работал в программе «Современная добровольческая армия». С 1971 по 1974 год Кларк служил социальным инструктором в Вест-Пойнте.
Кларк закончил Командно-штабной колледж Армии США со степенью магистра в военном деле, защитив диссертацию на тему «Американская политика поступательного развития во Вьетнамской войне». Диссертация Кларка стала широко применяться в новой военной доктрине США. По окончании колледжа Кларку было присвоено звание майора.

#### После Вьетнамской войны
В июне 1996 года приказом генерала Джона Шаликашвили назначен главой Южного командования армии США (USSOUTHCOM). С 11 июля 1997 года по 3 мая 2000 года руководил Европейским командованием вооружённых сил США и объединенными силами НАТО в Европе.

#### Косово
Крупнейшим событием в карьере Уэсли Кларка на посту в НАТО стала конфронтация с Югославией во время Косовской войны. Кларк начал бомбардировки Югославии под кодовым названием Операция «Союзная Сила» 24 марта 1999 для принуждения Югославией исполнения Резолюции Совета Безопасности ООН 1199 после провала переговоров в Рамбуйе. Критики, однако, отмечают, что Резолюция 1199 была лишь призывом к прекращению насилия и не давала разрешения никакой организации на военные действия.
Бомбардировки завершились 10 июня 1999 по приказу Генерального Секретаря НАТО Хавьера Соланы после того, как Слободан Милошевич согласился с условиями мирового сообщества, и войска Югославии стали покидать Косово. Резолюция Совета Безопасности ООН была принята в тот же день, поместив Косово под управление ООН и учредив миротворческие силы KFOR. НАТО не понесло боевых жертв, хотя два члена экипажа погибли при крушении вертолета Apache. Самолет F-117A был также сбит рядом с деревней Буджановцы. В результате бомбардировок, по данным Международного трибунала по бывшей Югославии, погибло 495 и ранено 820 гражданских жителей. По оценкам Югославии, эти цифры превышают 2000 жизней и 5000 раненых. Некоторые антивоенные группы обвиняют Уэсли Кларка и Билла Клинтона (в числе прочих) в военных преступлениях во время бомбардировок Югославии, отмечая, что вся операция происходила в нарушение уставов НАТО и ООН.
Одним из самых обсуждаемых действий Кларка в Югославии была предпринятая операция против российских войск, совершивших марш-бросок на Приштину и занявших аэропорт столицы Косово в июне 1999 года, сразу после окончания бомбардировок. Совместная миротворческая миссия НАТО и России была предложена для Косово. Россия, однако, хотела использовать миротворческие силы независимо от НАТО, на что последние ответили отказом. После этого британским подразделениям было предписано занять аэропорт Приштины, но российский контингент смог их опередить. Кларк позвонил генсеку НАТО Хавьеру Солане, который передал ему полномочия в этом регионе. После этого генерал Кларк издал приказ силам НАТО атаковать и подавить вооруженные силы Российской Федерации.
Тем не менее британский генерал Майкл Дэвид Джексон отказался исполнять приказ, заявив при этом Кларку, что не собирается начинать Третью мировую войну из-за него. Джексон в дальнейшем сообщил, что он не предпринял атаки из-за неоправданности риска военного столкновения с Россией. Вместо этого аэропорт был окружен и противостояние продолжалось в течение двух недель, во время которых войска России продолжали занимать аэропорт. Впоследствии было выработано соглашение по взаимодействию миротворцев РФ и НАТО, устраивавшее обе стороны.
Отказ Джексона был раскритикован некоторыми высшими генералами США — так, например, генерал Генри Шелтон назвал действия Джексона «вызывающими тревогу». Во время слушаний в Конгрессе США сенатор Джон Уорнер предположил, что отказ от исполнения приказа был нелегальным, и даже в случае его легальности регламент должен быть изменен. С другой стороны, глава Штаба Вооруженных Сил Британии Чарльз Гутри согласился с действиями Майкла Дэвида Джексона.

### Политическая деятельность
В ходе предвыборной кампании 2004 года он активно боролся за выдвижение в качестве кандидата на пост президента США от демократической партии. 2003 году участвовал в телешоу журналистки Эми Гудман, где критиковал политику действующего президента от республиканской партии Джорджа Буша. Кларк был частым гостем на телевидении, являясь сильным критиком военной политики Буша на Ближнем Востоке. 11 февраля 2004 года Кларк выпал из президентской гонки. Был специальным советником румынского премьер-министра Виктора Понты по вопросам экономики и безопасности до ноября 2015, когда последний ушёл в отставку из-за резонансного пожара в ночном клубе в Бухаресте.
Кларк упоминался в числе потенциальных кандидатов на президентских выборах 2008 года от Демократической партии до того, как он поддержал Хиллари Клинтон. До этого, согласно некоторым интернет опросам, он был в числе фаворитов на номинацию от Демократов. После выражения поддержки Хиллари Клинтон, Кларк активно агитировал за неё в Айове, Нью Гэмпшире, Неваде, Огайо и в рекламных роликах. Множество источников выдвигали слухи, что Клинтон решила выбрать Кларка в качестве кандидата в вице-президенты в случае её выигрыша номинации; более того, изначально предвыборный штаб Хиллари Клинтон хотел утвердить Кларка ещё во время праймериз. После выигрыша номинации Бараком Обамой, Кларк выразил ему поддержку и, несмотря на слухи о возможной собственной номинации как вице-президента, Кларк агитировал за губернатора Канзаса Кэтлин Сибелиус во время фандрайзинговой кампании в июне 2008 в Техасе. Однако в итоге Барак Обама выбрал Джо Байдена в качестве напарника на президентских выборах 2008 года.

## Награды
- Памятный знак за личный вклад в развитие трансатлантических отношений Литвы и по случаю приглашения Литовской Республики в НАТО (12 февраля 2003 года, Литва)[15].